# Charlotte Hughes
Charlotte Marion (Milburn) Hughes (Middlesbrough, 1 de agosto de 1877 – Yorkshire, 17 de março de 1993) é a pessoa cujo tempo de vida é considerado o mais longo da história da Inglaterra. O fato é documentado, ao contrário de alguns mitos de longevidade, como o de Thomas Parr. Ela foi professora até se aposentar, e veio a casar-se aos 63 anos de idade. Seu marido faleceu em 1980, aos 103 anos de idade.
Até o momento, Charlotte ocupa a 13ª posição na lista das pessoas mais velhas do mundo.

## Biografia
Professora primária aposentada, ela se manteve em forma mesmo em uma idade extremamente avançada, e obteve o reconhecimento público por sua longevidade, tendo inclusive bebido uma xícara de chá ao lado da Ministra Margaret Thatcher. Detalhe: Charlotte era partidária dos trabalhistas, e portanto, adversária política da Ministra. No entanto, Thatcher foi descrita pela supercentenária como sendo "uma mulher espetacular".
No aniversário de 110 anos, em 1º de agosto de 1987, Charlotte voou de Concorde até Nova Iorque. Além dela, só há registro de mais uma pessoa supercentenária a voar de avião no mundo inteiro.
Charlotte se tornou a pessoa mais velha do Reino Unido quando a escocesa Kate Begbie veio a falecer em 1988, e quebrou o recorde nacional de longevidade em 1992, que até então pertencia a Anna Eliza Williams. Várias britânicas, incluindo Eva Morris (que veio a óbito com quase 115 anos), a única britânica considerada a mulher mais velha do mundo desde  Williams, chegaram aos 114 anos desde então, e apenas uma, Annie Jennings (1884-1999), atingiu 115, mas Mrs. Hughes ainda mantem recorde.